# Discografia dei The Vamps
La discografia della band britannica pop rock The Vamps comprende due album studio e otto singoli.
Il 29 settembre 2013, The Vamps pubblicarono il loro singolo di debutto "Can We Dance", che debuttò alla posizione numero due nella classifica inglese UK Singles Chart. Il loro secondo singolo "Wild Heart" fu pubblicato il 18 gennaio 2014 e raggiunse la numero 3 nella classifica britannica dei singoli. Il loro terzo singolo "Last Night" uscì il 6 aprile 2014 e raggiunse la posizione numero 2. Il loro album di debutto Meet the Vamps fu pubblicato il 15 aprile 2014. Il loro quarto singolo internazionale "Somebody to You", featuring Demi Lovato", debuttò alla numero quattro nella classifica inglese. Il loro EP di debutto Somebody to You entrò top 10 statunitense Billboard 200. Il loro quando singolo "Oh Cecilia", contenuto nell'album, fu pubblicato il 12 ottobre 2014 featuring Shawn Mendes.
Il 27 novembre 2015 uscì il loro secondo album in studio:"Wake Up". L'uscita venne anticipata da tre singoli promozionali: 'Wake Up, pubblicato il 2 ottobre 2015, "Rest Your Love", uscito il 27 novembre 2015 e "I Found a Girl".
La band ha celebrato i suoi dieci anni di musica nel 2022 con l'uscita di una fanzine intitolata Ten Years Of The Vamps prodotta in collaborazione tra fans e membri della band.

## Album

### Album studio
| Titolo         | Dettagli album                                                                                     | Posizione massima | Posizione massima | Posizione massima | Posizione massima | Posizione massima | Posizione massima | Posizione massima | Posizione massima | Posizione massima | Posizione massima | Vendite                    | Certificazioni |
| Titolo         | Dettagli album                                                                                     | UK                | AUS               | BEL (Fl)          | FRA               | IRE               | JAP               | NZ                | SPA               | SWI               | US                | Vendite                    | Certificazioni |
| -------------- | -------------------------------------------------------------------------------------------------- | ----------------- | ----------------- | ----------------- | ----------------- | ----------------- | ----------------- | ----------------- | ----------------- | ----------------- | ----------------- | -------------------------- | -------------- |
| Meet the Vamps | - Pubblicato: 15 aprile 2014 - Etichetta: Mercury, Virgin EMI - Formato: CD, digital download      | 2                 | 3                 | 34                | 29                | 2                 | 34                | 8                 | 9                 | 70                | 40                | - UK: 270,430 - US: 51,000 | - BPI: Oro     |
| Wake Up        | - Pubblicato: 27 novembre 2015 - Etichetta: Mercury, Virgin EMI - Formato: CD, digital download    | 10                | 23                | 37                | —                 | 17                | —                 | —                 | 23                | —                 | 186               | - BPI: Argento             |                |
| Night & Day    | - Pubblicato: 14 luglio 2017 - Etichetta: Mercury, Virgin EMI - Formato: CD, digital download, DVD |                   |                   |                   |                   |                   |                   |                   |                   |                   |                   |                            |                |

### Album video
| Titolo                          | Dettagli album                                                                                    |
| ------------------------------- | ------------------------------------------------------------------------------------------------- |
| Story of the Vamps              | - Pubblicato: 22 aprile 2014 - Etichetta: Mercury, Virgin EMI - Formato: DVD+CD, digital download |
| Meet the Vamps: Live in Concert | - Pubblicato: 1 dicembre 2014 - Etichetta: Mercury, Virgin EMI - Formato: DVD, digital download   |
| Access All Areas                | - Pubblicato: 8 dicembre 2015 - Etichetta: Mercury, Virgin EMI - Formato: DVD, digital download   |

## Extended play
| Titolo           | Dettagli EP                                                                        | Posizione |
| Titolo           | Dettagli EP                                                                        | US        |
| ---------------- | ---------------------------------------------------------------------------------- | --------- |
| Somebody to You  | - Pubblicato: 18 maggio 2014 - Etichetta: Island - Formato: CD, digital download   | 10        |
| Live             | - Pubblicato: 4 settembre 2015 - Etichetta: Island - Formato: Digital download     | —         |
| The Christmas EP | - Pubblicato: 20 novembre 2015 - Etichetta: Virgin EMI - Formato: Digital download | —         |

## Singoli
| Titolo                                                    | Anno | Posizione massima | Posizione massima | Posizione massima | Posizione massima | Posizione massima | Posizione massima | Posizione massima | Posizione massima                      | Posizione massima | Certificazioni             | Album          |
| Titolo                                                    | Anno | UK                | AUS               | BEL (Fl)          | FRA               | IRE               | JAP               | NZ                | SCO                                    | US                | Certificazioni             | Album          |
| --------------------------------------------------------- | ---- | ----------------- | ----------------- | ----------------- | ----------------- | ----------------- | ----------------- | ----------------- | -------------------------------------- | ----------------- | -------------------------- | -------------- |
| "Can We Dance"                                            | 2013 | 2                 | 17                | —                 | —                 | 21                | 36                | 19                | 2                                      | —                 | - BPI: Oro - ARIA: Platino | Meet the Vamps |
| "Wild Heart"                                              | 2014 | 3                 | 63                | —                 | —                 | 6                 | —                 | —                 | 3                                      | —                 | - BPI: Argento             | Meet the Vamps |
| "Last Night"                                              | 2014 | 2                 | 37                | —                 | —                 | 12                | —                 | —                 | 2                                      | —                 | - BPI: Argento             | Meet the Vamps |
| "Somebody to You" (featuring Demi Lovato)                 | 2014 | 4                 | 14                | —                 | 153               | 10                | —                 | 17                | 1                                      | — - RIAA: Oro     |                            | Meet the Vamps |
| "Oh Cecilia (Breaking My Heart)" (featuring Shawn Mendes) | 2014 | 9                 | 46                | —                 | —                 | 42                | —                 | 13                | 3                                      | —                 | - BPI: Argento             | Meet the Vamps |
| "Wake Up"                                                 | 2015 | 12                | 65                | —                 | 88                | 46                | —                 | —                 | 3                                      | —                 | Wake Up                    |                |
| "Rest Your Love"                                          | 2015 | —                 | —                 | —                 | —                 | —                 | —                 | —                 | —                                      | —                 | Wake Up                    |                |
| "I Found a Girl" (featuring Omi)                          | 2016 | 30                | —                 | —                 | —                 | 98                | —                 | —                 | 11                                     | —                 | Wake Up                    |                |
| "All Night" (con Matoma)                                  | 2016 | 24                | 41                | —                 | —                 | 12                | 18                | —                 | - BPI: Argento - ARIA: Oro - RMNZ: Oro |                   |                            |                |

### Singoli promozionali
| Titolo             | Anno | Album                                                       |
| ------------------ | ---- | ----------------------------------------------------------- |
| "Dangerous"        | 2014 | Meet the Vamps                                              |
| "Hurricane"        | 2014 | Alexander and the Terrible, Horrible, No Good, Very Bad Day |
| "Cheater"          | 2015 | Wake Up                                                     |
| "Stolen Moments"   | 2015 | Wake Up                                                     |
| "Kung Fu Fighting" | 2016 | Kung Fu Panda 3                                             |

## Altre canzoni classificate
| Titolo         | Anno | Posizione | Album          |
| Titolo         | Anno | UK        | Album          |
| -------------- | ---- | --------- | -------------- |
| "Fall"         | 2014 | 183       | Meet the Vamps |
| "On the Floor" | 2014 | 164       | Meet the Vamps |

## Comparse
| Titolo           | Anno | Other artist   | Album          |
| ---------------- | ---- | -------------- | -------------- |
| "Counting Stars" | 2014 | R5             | Live in London |
| "Nasty"          | 2014 | Pixie Lott     | Pixie Lott     |
| "You Got It All" | 2014 | Union J        | You Got It All |
| "Beliya"         | 2016 | Vishal-Shekhar | Beliya         |

## Video musicali
| Titolo                                  | Anno | Director             | Notes                                    |
| --------------------------------------- | ---- | -------------------- | ---------------------------------------- |
| "Can We Dance"                          | 2013 | Nick Bartleet        |                                          |
| "Wild Heart"                            | 2014 | Nick Bartleet        |                                          |
| "Last Night"                            | 2014 | Emil Nava            |                                          |
| "Nasty"                                 | 2014 | Dean Sherwood        | Featured video; Pixie Lott's music video |
| "Counting Stars"                        | 2014 | Tim Wheeler          | Featured video; R5's music video         |
| "Somebody to You"                       | 2014 | Emil Nava            |                                          |
| "Oh Cecilia (Breaking My Heart)"        | 2014 | Frank Borin          |                                          |
| "Hurricane"                             | 2014 | Emil Nava            |                                          |
| "I Wish It Could Be Christmas Everyday" | 2014 | Dean Sherwood        |                                          |
| "Wake Up"                               | 2015 | Frank Borin          |                                          |
| "Cheater"                               | 2015 | Dean Sherwood        |                                          |
| "Rest Your Love"                        | 2015 | Frank Borin          |                                          |
| "Kung Fu Fighting"                      | 2016 | Frank Borin          | Features clips from Kung Fu Panda 3      |
| "I Found a Girl"                        | 2016 | The Young Astronauts |                                          |
| "All Night"                             | 2016 | Craig Moore          |                                          |